# Daniel Mestre
Daniel José Pereira Mestre (* 1. April 1986 in der Schweiz) ist ein portugiesischer Radrennfahrer.

## Sportliche Laufbahn
2007 gewann Daniel Mestre eine Etappe der Volta ao Portugal do Futuro. Ab 2009 fuhr er für das portugiesische Continental Team Palmeiras Resort-Tavira. In seinem ersten Jahr dort wurde er Fünfter beim Circuito de Nafarros und zweimal Etappenzweiter beim Grande Prémio Credito Agricola. In der Saison 2010 gewann Mestre eine Etappe bei der Tour of Bulgaria und wurde bei einer weiteren Tagesvierter.
In den folgenden Jahren entschied Mestre mehrere Etappen bei Rundfahrten für sich, so 2014 der Marokko-Rundfahrt und 2016 zwei Etappen der Portugal-Rundfahrt. 2017 entschied er die Sprintwertung der Vuelta a Castilla y León für sich sowie eine Etappe des Grande Prémio Internacional de Torres Vedras. 2018 gewann er das Eintagesrennen Classica Aldeias do Xisto. es folgten weitere Siege auf der UCI Europe Tour in den Jahren 2019 und 2021.
Im April 2022 wurde im Rahmen von Hausdurchsuchungen bei Mestre Betamethason, ein Dopingmittel gefunden. Daraufhin wurde er durch die portugiesische Anti-Doping-Agentur ADoP drei Jahre wegen des Besitzes verbotener Substanzen gesperrt.

## Erfolge
2010
- eine Etappe Tour of Bulgaria

2014
- eine Etappe Tour du Maroc

2016
- zwei Etappen Portugal-Rundfahrt

2017
- Sprintwertung Vuelta a Castilla y León
- eine Etappe Grande Prémio Internacional de Torres Vedras

2018
- Classica Aldeias do Xisto

2019
- eine Etappe Volta Cova da Beira
- eine Etappe und Punktewertung Portugal-Rundfahrt

2021
- eine Etappe Volta ao Alentejo